# Igor Sikorsky
Ne doit pas être confondu avec Igor Sikorski.
Igor Ivanovitch Sikorsky (en russe: Игорь Иванович Сикорский, en ukrainien : Ігор Іванович Сикорський) né le 25 mai 1889 à Kyïv (Ukraine) et mort le 26 octobre 1972 à Easton, dans le Connecticut, est un pionnier de l'aviation d'origine ukrainienne.
Concepteur du premier avion quadrimoteur "Sikorsky Rousski Vitiaz" et d'un hélicoptère dont la configuration s'est imposée, il est le fondateur de la société Sikorsky Aircraft Corporation en 1923.

## Biographie

### Famille et enfance
Igor Sikorsky est le plus jeune des cinq enfants d'un médecin psychiatre et professeur, Ivan Alexeïevitch Sikorsky, spécialisé en psychologie, issu d'une lignée de prêtres orthodoxes, et d'une mère formée en médecine qui a préféré se consacrer à l'éducation de ses cinq enfants. Elle communique à Igor, son admiration pour Léonard de Vinci et les romans de Jules Verne. Il fait ses premières expériences avec des machines volantes et réalise à l'âge de douze ans un petit hélicoptère entraîné par un élastique.

### Formation
Entre 1903 et 1906, Igor Sikorsky étudie dans le corps des cadets de la Marine de Saint-Pétersbourg mais ne passe pas de diplôme de fin d’études. De 1906 à 1907, il termine sa formation d’ingénieur à Paris. En 1907, il retourne dans sa maison à Kiev et passe une année à l'institut polytechnique de Kiev. En 1908, Sikorsky et son père se rendent dans l'Empire allemand où il découvre dans un journal une photo d'Orville Wright et de son avion. Il déclara plus tard à propos de cet événement : « En l’espace de 24 heures, je décidai de changer le cours de ma vie. J'étudierais l’aviation. » De 1908 à 1912 il poursuit ses études à l'institut polytechnique de Kiev. Au cours de ces années à Kiev, il construit 6 modèles d'avions et d'hélicoptères. Il y a des photos où il se trouve à côté de ses modèles d'avion dans la cour de sa maison à Kiev, rue Yaroslaviv Val, 15-b.

### Début de carrière

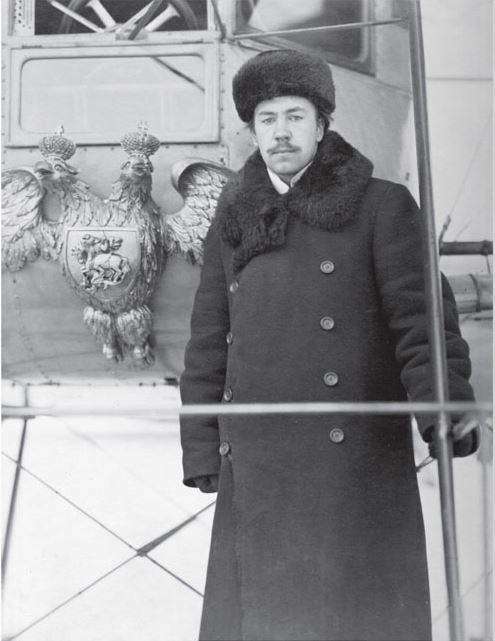
Sikorsky devant la version civile.

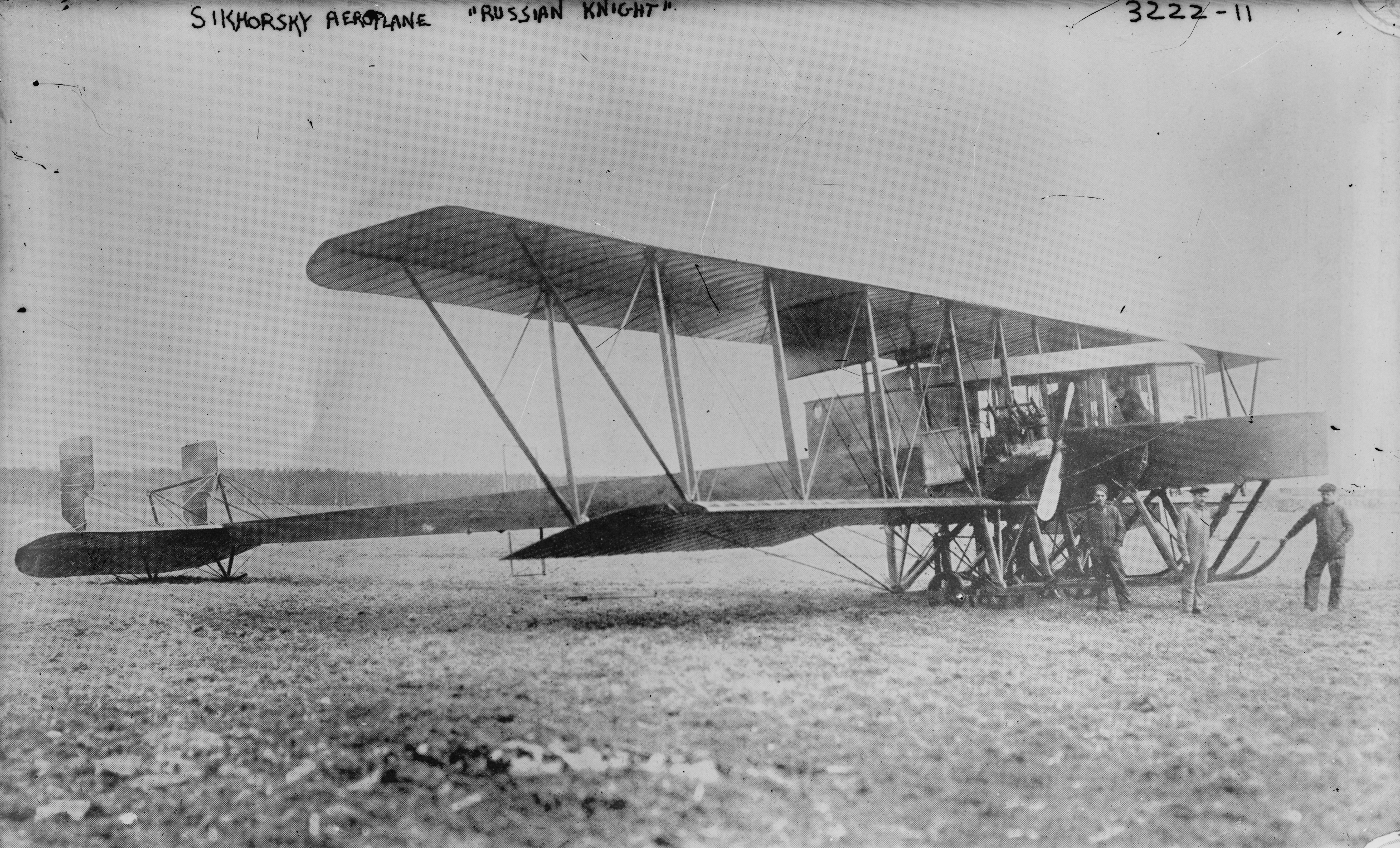
Le Rousski Vitiaz de Sikorsky (Le Grand) dans sa version initiale avec deux moteurs par hélice.

En 1912, Igor Sikorsky est nommé ingénieur en chef de l'usine russo-balte de wagons de chemins de fer de Saint-Pétersbourg. En 1914, l’université polytechnique de Saint-Pétersbourg lui décerne le grade de docteur honoris causa. Il conçoit un premier avion, le S-6-B qui est commandé par l'armée russe. Parmi ses premiers travaux, on lui doit aussi la conception du premier quadrimoteur Bolchoï Baltiski, dont il est le pilote d’essai lors de son premier vol, le 13 mai 1913. Le 2 août 1913, il le fera voler sous le nom de Rousski Vitiaz, biplan à quatre moteurs en ligne Argus de 100 chevaux chacun, durant 1 h 54, ce dernier transportant alors 8 passagers. Pendant la Première Guerre mondiale, les avions de Sikorsky Ilia Mouromets sont mis en œuvre comme bombardiers. À noter qu'avec un avion de ce type, à quatre moteurs de 100 chevaux, il réussira le 26 février 1914 à prendre à son bord jusqu'à 16 passagers, soit 1 200 kilogrammes de poids utile transporté. En remerciement de sa contribution à l'effort de guerre, Sikorsky est décoré de l’ordre de Saint-Vladimir.
Après 1918, Sikorsky travaille comme ingénieur auprès des forces françaises au cours de la guerre civile russe. Ne voyant que peu de possibilités pour travailler comme constructeur d’avions dans l’Europe ravagée par la guerre, et en particulier en Russie du fait de la révolution et de la guerre civile qui s’ensuit, il émigre aux États-Unis en 1919.

### Exil
Là, il travaille tout d’abord comme enseignant dans l’attente de trouver un emploi dans l’industrie aéronautique. En 1923, aidé par plusieurs anciens officiers russes, il fonde la société Sikorsky Aero Engineering Company. Le compositeur Sergueï Rachmaninov, l'un de ses principaux soutiens, se présente à lui en signant un chèque de 5 000 dollars, devenant un important investisseur de la société et son vice-président.
Il donne les moyens à René Fonck, ancien As de la Première Guerre mondiale, de traverser l'Atlantique en 1927 grâce au trimoteur Sikorsky S-35 (en). Malheureusement, l'avion alourdi d'essence pour la traversée ne parvient pas à décoller du terrain de Roosevelt Field (d'où partira Charles Lindbergh deux semaines plus tard) et sort en bout de piste, fauchant son train d'atterrissage et prenant feu presque instantanément. In extremis, Fonck et son copilote ressortent indemnes des débris de l'appareil, mais Clavier, le radio, et Islamov, le mécanicien, périssent.
Sikorsky acquiert la citoyenneté américaine en 1928. La même année, sa société est rachetée par United Aircraft, qui fait partie du groupe United Aircraft and Transport Corporation et en devient une filiale réalisant des hydravions à coque tels que le S-42, exploité par Pan Am pour les liaisons transatlantiques et connu aussi sous le nom de Pan Am Clipper.
Sikorsky avait déjà fait des expériences avec des machines de type hélicoptère alors qu’il était encore à Kiev. Ses travaux, patiemment poursuivis à Nichols (Connecticut), se concrétisent le 14 septembre 1939 lors du premier vol du VS-300 (Vought-Sikorsky 300), un appareil équipé d’un rotor principal tripale entraîné par un moteur de 75 ch (56 kW). Son premier vol libre (sans câbles de guidage) a lieu le 13 mai 1940. Le VS-300 n’est pas le premier aéronef à voilure tournante capable de voler mais bien le premier à posséder un seul rotor principal stabilisé par un rotor anticouple, une configuration qui s’imposa par la suite chez la plupart des constructeurs.
Sikorsky Aircraft Corporation, basée à Stratford, est encore aujourd’hui l’un des premiers hélicoptéristes mondiaux. Un petit aéroport situé à proximité a été baptisé Sikorsky Airport.
L'aéroport international "Kiev" (Zhulyany) porte le nom d'Igor Sikorsky. Le nom de I. Sikorsky a également été attribué à l'Université technique nationale d'Ukraine, "Institut polytechnique de Kiev".
La photo d'Igor Sikorsky est présentée dans une galerie de photos à l'ambassade américaine en Ukraine, aux côtés de personnalités américaines d'origine ukrainienne telles que Milla Jovovich, Dustin Hoffman, David Duchovny, Bob Dylan, etc.

## Postérité
Igor Sikorsky est le père de cinq enfants : une fille née à Kiev de son union avec Olga Simkovitch, et quatre fils nés aux États-Unis de son second mariage avec Elisabeth Semion (1903-1995). Son fils aîné, Sergueï, prend la suite de son père dans la société après sa mort en 1972.

## Hommages
- (10090) Sikorsky, astéroïde
- 18e brigade d'aviation de l'armée ukrainienne